# Dalgaranga-kráter
A Dalgaranga-kráter egy kisméretű becsapódási kráter Nyugat-Ausztráliában. A kráter átmérője 24 méter, mélysége 3 méter, így a legkisebb ismert önálló meteoritkráter Ausztráliában. Nevét a kb. 35 kilométerre délnyugatra található Dalgaranga marhatelepről kapta.

## Felfedezése
A krátert Billy Seward, egy marhatelepen dolgozó őslakó munkás fedezte fel 1921-ben, de a kráter kutatását már-már humoros problémák nehezítették. Gerard Wellard, a marhatelep főnöke kisebb kutatást indított, de a helyszín megtalálása a nehéz terepviszonyok miatt lassan ment. Hamarosan az első darabokat is megtalálták, melyeket 1923-ban továbbították a perthi Western Australia Museumba. Mivel akkoriban a múzeum épületében működött az állami bányahivatal is, a minták valahogy elkeveredtek a két intézmény között. Egy év múlva Wellard Perthbe utazott, de a múzeumban senki nem tudott a mintákról, többé nem találták őket, így több hónap kutatómunkája veszett el. 1938-ban egy nagyobb darabot találtak, amit ki is elemeztek. Az első tudományos publikációt a meteorit anyagáról Dr. Edward S. Simpson jelentette meg még abban az évben, viszont a kráter első kutatójaként egy elírás miatt Gerard Willardot nevezték meg Wellard helyett.
1961-ben egy amerikai professzor feleségével Ausztráliába utazott kimondottan a kráter miatt, de a nemlétező Gerard Willardot természetesen nem találta meg. Csalódottan utazott volna haza, amikor három nap utazás után a hajón felesége szóba elegyedett egy nővel, akiről kiderült, Gerard Wellard felesége. Wellard, a kráter első kutatója végül a hajón tudott beszélni a professzorral.

## A kráter ismertetése
Az egykori vas/kő meteorit dél-délnyugati irányból, alacsony szögben érkezett. Úgy tartják, ez az egyetlen olyan kráter Ausztráliában, melyet mezoszideritből álló meteorit vájt, a földtörténeti ókorból származó gránitba. Kora pontosan nem ismert, feltételezések szerint esetleg nem idősebb, mint 3000 év. Kis mérete miatt nem túl látványos, de kiváló állapotban őrződött meg.

## Megközelítése
A kráter egy szinte lakatlan, félsivatagos területen található, csak jelöletlen földutak bonyolult hálózatán közelíthető meg. A két legközelebbi település a Perth–Port Hedland közötti 95-ös főúton Mount Magnet és Cue, a távolság légvonalban mindkét helytől kb. 70 kilométer. Mivel csak földutak vezetnek a kráterhez, csak terepjáróval lehet megközelíteni, kellő felkészülés után.
A helyszín felkeresésére ugyanazok a szabályok vonatkoznak, mint az ausztrál Outback többi sivatagos területére. Utazásra csak a leghidegebb téli hónapok alkalmasak (július-szeptember). Pontos és részletes térkép, iránytű nélkülözhetetlen, GPS és műholdas telefon nagyon ajánlott. A terepjárónak elegendő üzemanyaggal és két pótkerékkel kell rendelkeznie, több napra szükséges ivóvizet kell vinni.
A nem túl látványos kráter környékén egy ismertető táblát leszámítva semmi szolgáltatás nincs.